# Bétail
Pour l’article ayant un titre homophone, voir Bétaille.
 (juillet 2020).
Si vous disposez d'ouvrages ou d'articles de référence ou si vous connaissez des sites web de qualité traitant du thème abordé ici, merci de compléter l'article en donnant les références utiles à sa vérifiabilité et en les liant à la section « Notes et références ».

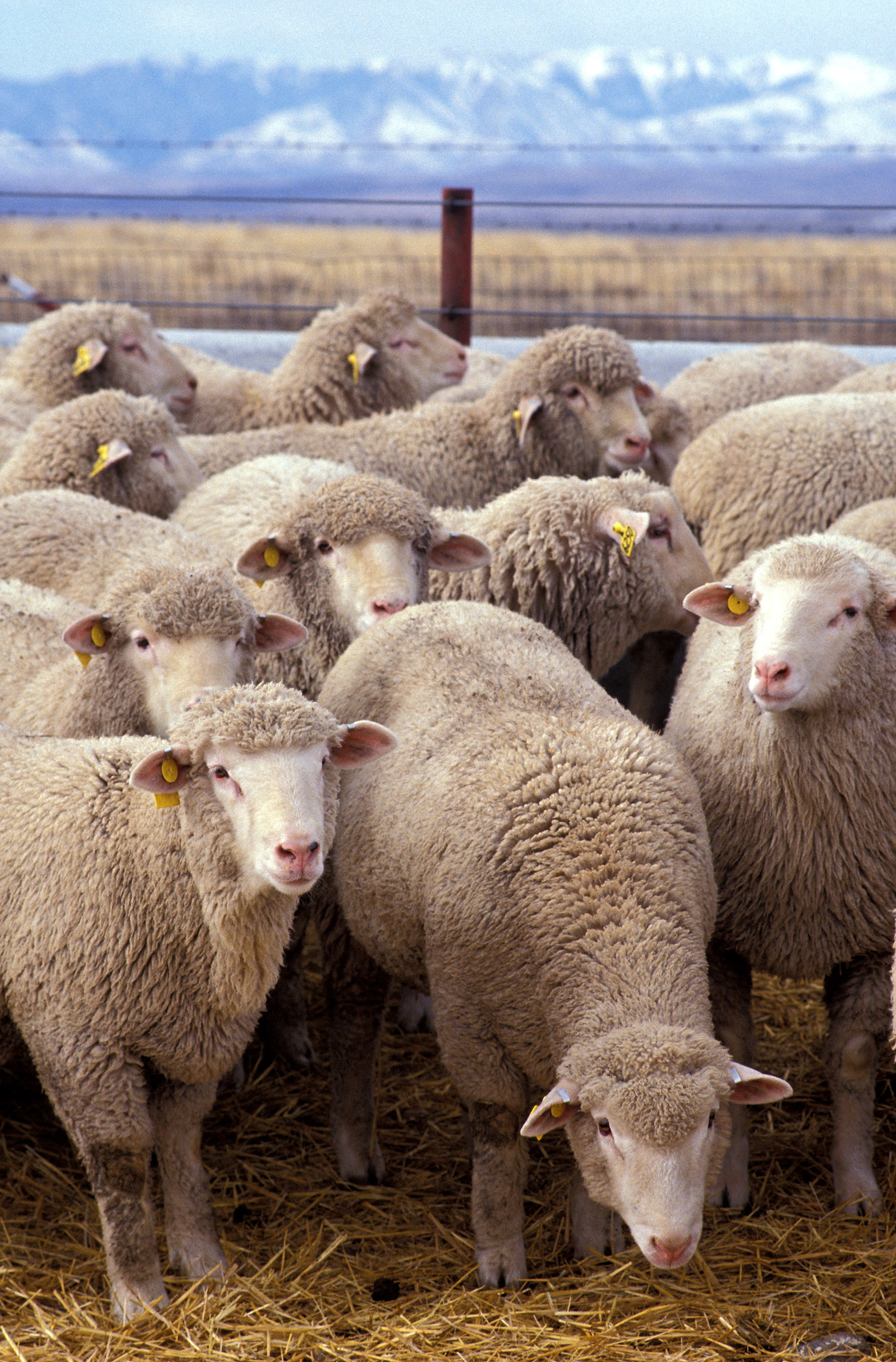
Troupeau de moutons.

Le bétail (terme collectif, sans pluriel) est l'ensemble des animaux d'élevage, excepté celles de basse-cour et d'aquaculture. Le bétail au sein d'une ferme formant troupeau, troupe ou bande constitue le fond du cheptel de celle-ci. On distingue le « gros bétail » (bovin, cheval, mulet, âne) et le « petit bétail » (mouton, chèvre, porc).
Les sociétés humaines primitives étaient fondées sur un mode de subsistance appelé mode chasseur-cueilleur. Plus tard sont apparues les sociétés dont la subsistance dépend de l'élevage et de la domestication et qui impose un nomadisme dans un but de gestion de la ressource végétale naturelle (rotation). C'est la domestication qui a permis et permet toujours aux sociétés traditionnelles et modernes de sélectionner les animaux les plus favorables à l'élevage.

## Rôle du bétail dans les sociétés traditionnelles
Le mode de subsistance traditionnel est l'agriculture. Quand l'élevage est nomade, les éleveurs ne font pas toujours bon ménage avec les cultivateurs sédentaires, les seconds reprochant aux premiers la dévastation des champs par incident de gardiennage. Certaines sociétés sont à la fois pastorales et sédentaires.

### Techniques d'élevages
- pastoralisme
- nomadisme
- élevage extensif

### Utilisation
- réserve alimentaire (fromages, beurre, crème, viandes séchées, salées, boucanées, etc.)
- production alimentaire journalière (viande fraîche, lait, etc.)
- production de matériaux de base (fibre, cuir, fourrure, carburant pour le feu sous forme de bouse séchée)
- production d'amendements et fertilisants
- traction animale, transport de produits commerciaux
- gestion du territoire, sécurité du territoire, lutte contre les incendies (empêche la fermeture du milieu par exemple)

## Rôle du bétail dans les sociétés dites modernes

### Techniques d'élevages
- élevage intensif voir industriel
- élevage extensif
- pastoralisme (en régression constante)[réf. nécessaire]

### Utilisation
- réserve alimentaire (fromages, beurre, crème fraîche, viandes séchées, salées, boucanées...)
- production alimentaire journalière (viande fraîche,lait…)
- production de matériaux de base (fibre, cuir, fourrure)
- production d'amendements et fertilisants
- production de bêtes de somme
- production de montures
- production de bêtes de trait dans le cadre d'une traction animale (traction bovine, traction hippomobile)

## Maladies
- Zoonoses
- maladie du bétail

## Impacts environnementaux
Bétail de l'élevage paysan
Bétail de l'élevage industriel
Déclaration de l'essayiste américain Jeremy Rifkin à propos de l'élevage industriel :

« L'élite intellectuelle dans les pays développés trouve parfaitement normal de s'inquiéter de la surpopulation dans le monde, mais elle oublie toujours un fait. La vraie surpopulation, c'est celle du bétail. »